# Valentina Yegorova
Pour les articles homonymes, voir Iegorova.
Valentina Mikhaïlovna Iegorova (en russe : Валентина Михайловна Егорова ; née le 16 février 1964 à Tcheboksary) est une marathonienne russe.

## Palmarès

### Jeux olympiques d'été
- Jeux olympiques de 1992 à Barcelone (Espagne)
  -  médaille d'or sur le marathon
- Jeux olympiques de 1996 à Atlanta (États-Unis)
  -  médaille d'argent sur le marathon

### Championnats d'Europe d'athlétisme
- Championnats d'Europe 1990 à Split (Yougoslavie)
  -  médaille d'argent sur le marathon